# トマシュ・マルチィニスキ
トマシュ・マルチィニスキ（Tomasz Marczyński、1984年3月6日 - ）は、ポーランド、クラクフ出身の自転車競技（ロードレース）選手。トーマス・マルチンスキーとも表記される。

## 来歴
2006年、チェラミカ・フラミニアと契約。
2007年
- ポーランド選手権 個人ロードレース 優勝

2009年、ミケ - シルヴァー・クロス - セッレ・イタリアに移籍。
2010年、CCC・ポルサト・ポルコヴィツェに移籍。
- ツール・ド・ソウル 総合優勝

2011年
- マウォポルスキ・ヴィシュツィグ・グルスキ 総合優勝
- ポーランド選手権
  - 個人ロードレース 優勝
  - 個人タイムトライアル 優勝

2012年、ヴァカンソレイユ・DCMに移籍。
- カタルーニャ一周 ポイント賞
- ツール・ド・ポローニュ　山岳賞
- ブエルタ・ア・エスパーニャ 総合13位
- ツアー・オブ・北京 総合8位

2017年
- ブエルタ・ア・エスパーニャ 区間優勝 (第6,12ステージ)

2019
- ツアー・オブ・広西　 山岳賞